# Flying Lotus
Flying Lotus (alter-ego: Captain Murphy), właściwie Steven Ellison  (ur. 7 października 1983 w Winnetka w stanie Kalifornia, USA) – amerykański producent muzyczny, obecnie zamieszkały w Los Angeles.

## Dyskografia

### Albumy
- 1983 (2006)
- Los Angeles (2008)
- Cosmogramma (2010)
- Until the Quiet Comes (2012)
- You're Dead (2014)
- Flamagra (2019)[1]

### Kompilacje
- July Heat (2005)

### EP
- Reset (2007)
- Park Bench People (with José James) (2008)
- L.A. EP 1 X 3 (2008)
- Shhh! (2008)
- L.A. EP 2 X 3 (2008)
- Whole Wide World (with Declaime) (2009)
- L.A. EP 3 X 3 (2009)